# Labropsis xanthonota
Labropsis xanthonota är en fiskart som beskrevs av Randall, 1981. Labropsis xanthonota ingår i släktet Labropsis och familjen läppfiskar. IUCN kategoriserar arten globalt som livskraftig. Inga underarter finns listade i Catalogue of Life.